# Palazzo Senatorio
Palazzo Senatorio è un edificio storico di Roma, sede del municipio della città a partire dal 1144, fatto che lo rende il più antico municipio al mondo ancora in uso. Costruito tra il XII e il XIII secolo sulle rovine del Tabularium e del tempio di Veiove, fu ristrutturato nel corso del XVI secolo sotto la supervisione di Michelangelo Buonarroti e successivamente di Giacomo Della Porta.
Sito in piazza del Campidoglio, sull'omonimo colle, è affiancato dai rinascimentali Palazzo dei Conservatori e Palazzo Nuovo, che costituiscono il complesso dei Musei Capitolini. Fino all'annessione di Roma al Regno d'Italia nel 1870, è stato la sede del Senatore di Roma da cui prese il nome.

## Storia

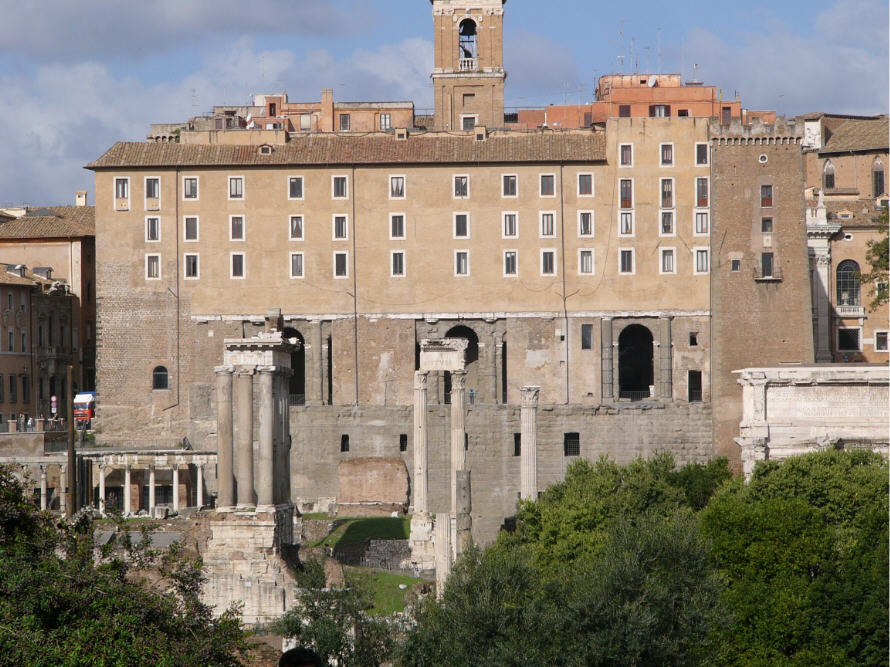
Veduta dal Foro Romano.

Dopo la caduta dell'Impero romano d'Occidente l'amministrazione di Roma passò sotto mano pontificia fino a dei moti insurrezionali che portarono alla nascita del Comune di Roma nel 1143-1144. Il Campidoglio, sul quale sorgeva il Tabularium, un edificio dell'età repubblicana adibito anche durante l'epoca imperiale ad archivio di Stato, divenne il centro dell'amministrazione cittadina dopo la demolizione di una roccaforte della famiglia Corsi (che avevano ripetutamente ricoperto la carica di Praefectus Urbis di nomina papale), sorta nel X secolo e distrutta nel 1105 ad opera di papa Pasquale II.
La costruzione vera e propria di un palazzo da adibire a municipio, sulle rovine del tempio di Veiove e del Tabularium stesso, iniziò tra la seconda metà del XII e la prima metà del XIII secolo, utilizzando la robusta struttura degli edifici preesistenti come rinforzo e terrazzamento per compensare il dislivello presente tra le pendici meridionali del Campidoglio e il Foro Romano. Nel corso del XIV e del XV secolo il palazzo subì alcuni interventi di fortificazione come la chiusura di alcune arcate del loggiato e l'edificazione di svariate torri con funzione di contrafforti.
Sotto il pontificato di Paolo III, nel 1537, si optò per il restauro dell'intero complesso capitolino e il progetto fu assegnato all'architetto Michelangelo Buonarroti, i cui disegni furono ripresi alla sua morte da Giacomo della Porta. Buonarroti in particolare realizzò la monumentale scalinata che conduceva all'aula senatoriale, mentre Della Porta, basandosi sui suoi disegni ma proponendo significative varianti, disegnò la facciata principale del palazzo, che fu conclusa solamente tra il 1593 e il 1598, e unì gli ambienti dell'aula del Senatore con quelli della sala superiore, dando vita a quella che divenne successivamente l'aula Giulio Cesare. L'assetto della piazza secondo il progetto michelangiolesco, compresa la pavimentazione, fu terminato tra il XVII e il XIX secolo.
In un'aula del palazzo sono stati ritrovati affreschi, per lungo tempo rimasti nascosti e più volte danneggiati nel corso dei secoli, risalenti agli anni venti o trenta del XIV secolo. Le pitture ritraggono un Cristo trionfante, i santi Pietro e Paolo e tracce di un'aureola che apparteneva a una Vergine Maria. Alcuni storici dell'arte ritengono che possano essere stati realizzati dalla bottega di Pietro Cavallini, altri pensano al lavoro di Filippo Rusuti. Considerato il luogo del ritrovamento e che al tempo il palazzo costituiva la sede della massima autorità amministrativa della città, appare verosimile che quest'ultima si valesse della maestria di alcuni fra i migliori artisti del comune. La presenza di un simbolo nobiliare rappresentante una colonna, accanto alla figura di San Pietro, ha fatto pensare alla committenza della famiglia Colonna. Il mecenate è stato individuato da alcuni studiosi nella persona del cardinale Pietro Colonna. Questo, tuttavia, farebbe retrodatare l'opera alla fine del XIII secolo, al periodo fra il 1288 e il 1297.

## Descrizione

### Esterni

#### Facciata

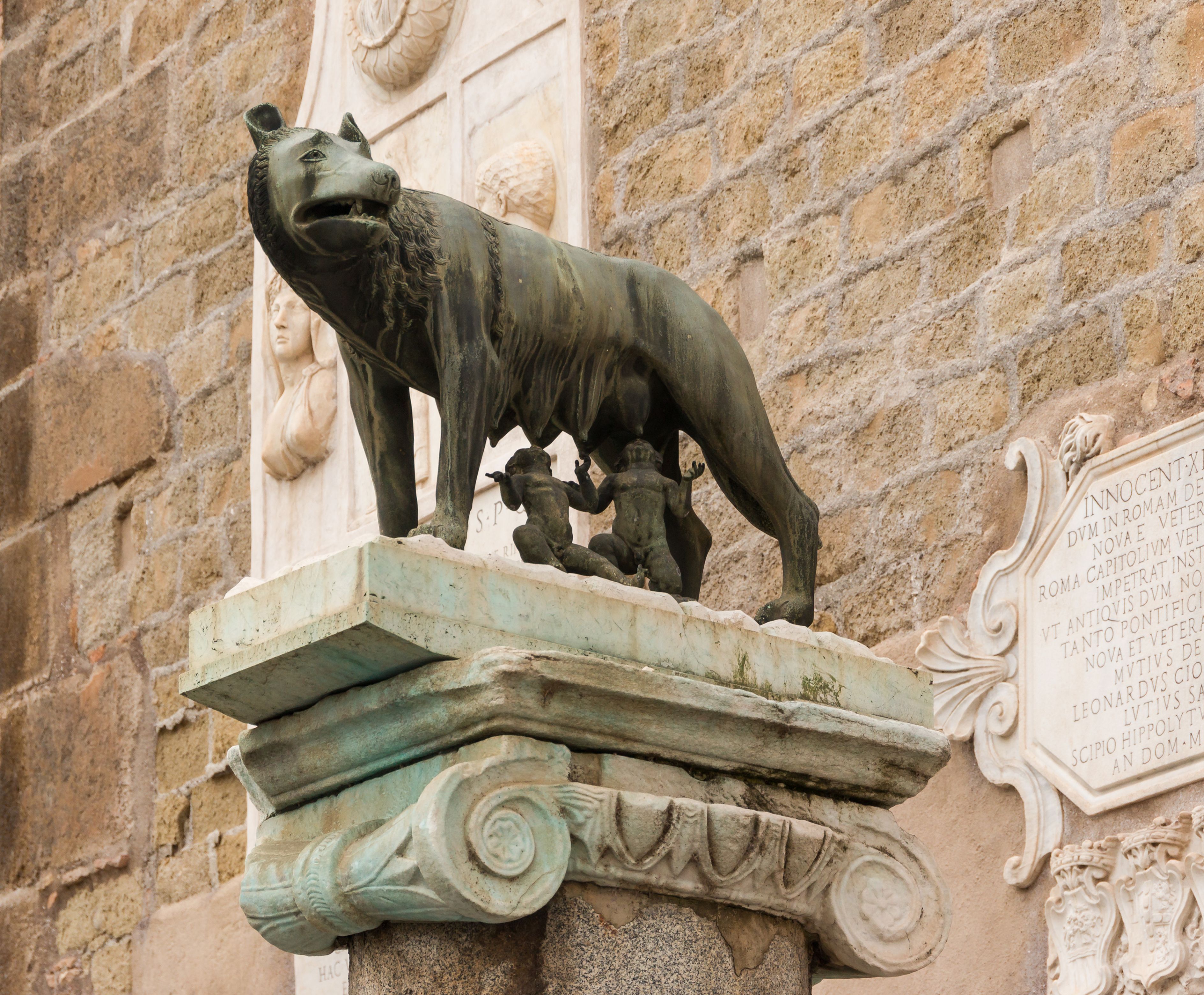
La replica della Lupa capitolina posta nei pressi dell'ingresso secondario.

La facciata del palazzo è rivolta verso piazza del Campidoglio e presenta un unico ingresso, raggiungibile tramite la doppia scalinata monumentale, e due ordini di finestre. Ai lati sono ancora visibili le due torri-contrafforti mentre sul prospetto posteriore si può notare la torre di Niccolò V (1451), che ospita lo studio del sindaco.
La doppia scalinata disegnata da Michelangelo è decorata da un gruppo scultoreo composto da: una statua della dea Roma, inizialmente raffigurante Minerva seduta, posta al centro sulla cima di una fontana, e ai lati due statue monumentali raffiguranti il Nilo (sinistra) e il Tevere (destra), queste ultime due provenienti dal tempio di Serapide sul Quirinale. Sul bordo sono presenti due vasche mistilinee che con la statua della dea Roma sono quello che resta del progetto di una fontana monumentale, voluto da papa Sisto V e abbandonato dopo la sua morte.
Sul lato sinistro, verso via di San Pietro in Carcere scendendo verso il Foro Romano, è presente l'ingresso secondario contrassegnato da una colonna con capitello ionico sormontata da una copia della Lupa Capitolina.

#### Torre della Patarina

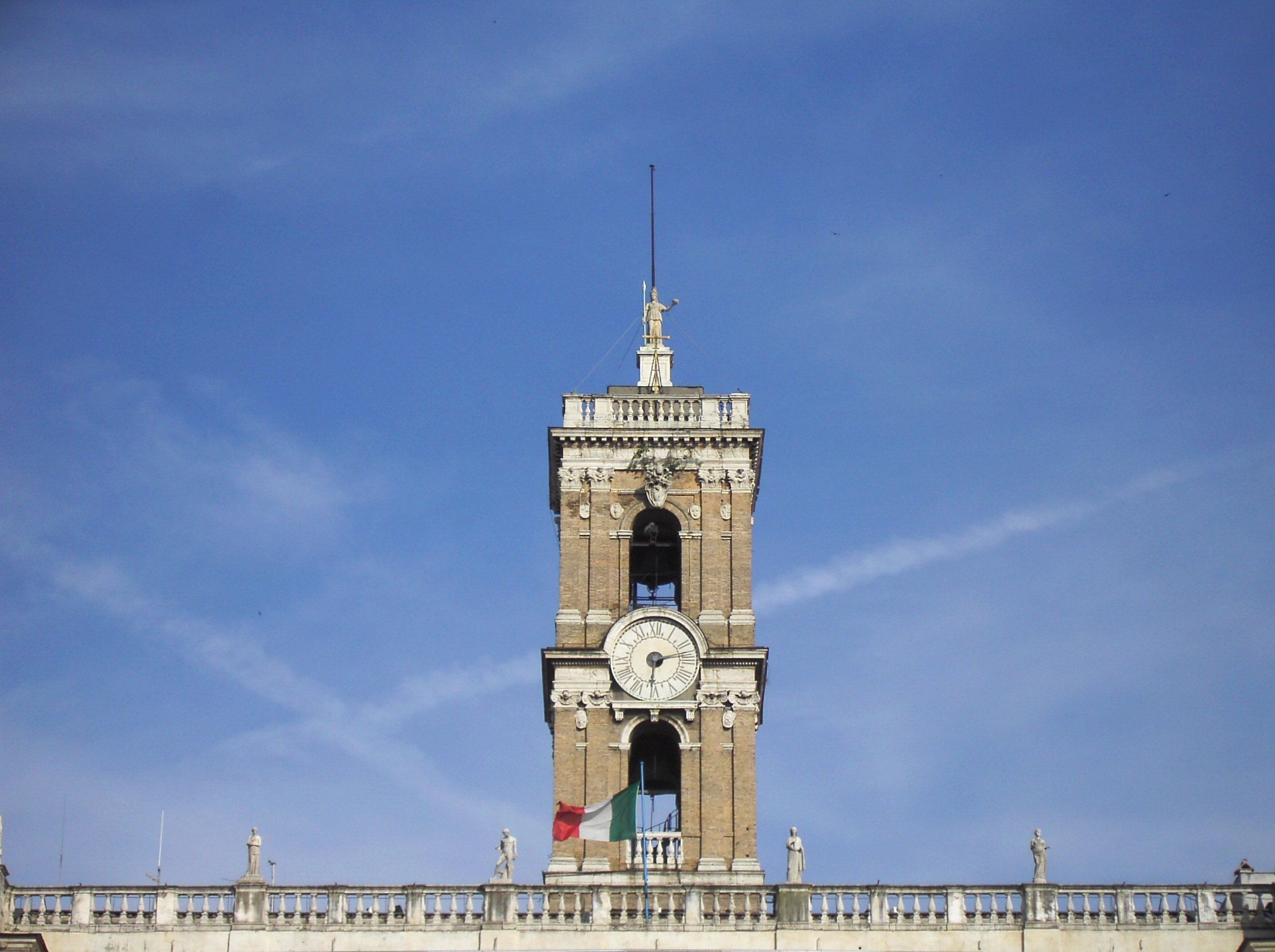
La torre della Patarina.

Sulla sommità dell'edificio è posta la torre della Patarina, costruita tra il 1578 e il 1582 su progetto di Martino Longhi il vecchio per sostituire la precedente torre di origine medievale e alta più di 35 metri, distrutta da un fulmine intorno alla metà del Cinquecento. La struttura a pianta quadrata in laterizio è articolata in tre ordini sovrapposti, di cui due chiaramente visibili. Questi ultimi sono decorati con quattro archi (uno per ciascuna facciata) che racchiudono le celle campanarie occupate da due campane in bronzo risalenti al 1804 e al 1805. In cima vi è posta una replica di una statua raffigurante Minerva-Roma e un parafulmine a protezione della struttura. Sul fronte principale fu trasferito nel 1806 l'orologio originariamente posto sulla facciata della vicina basilica di Santa Maria in Aracoeli.

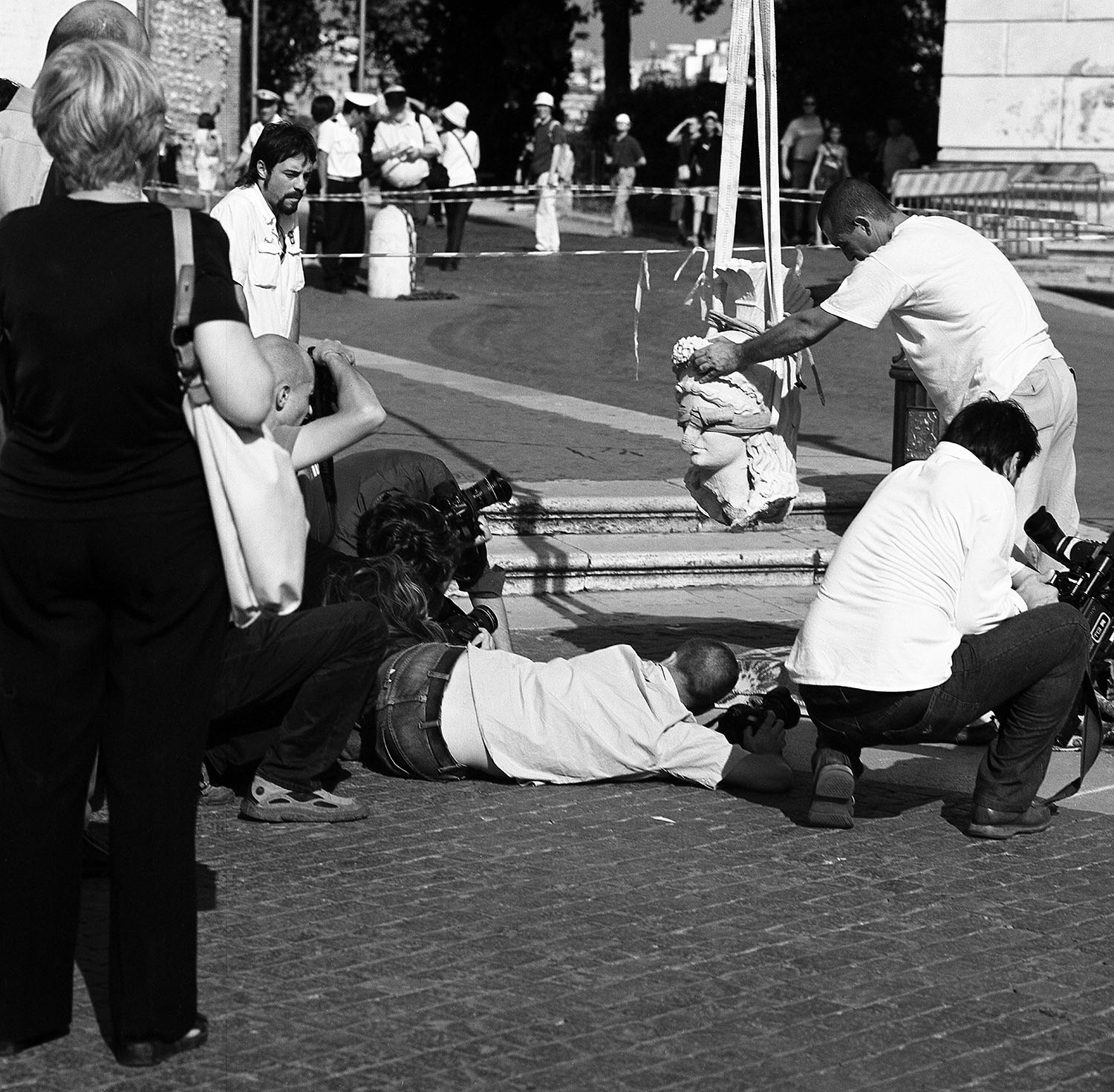
La testa di Minerva dal campanile portata a terra per essere restaurata 11 agosto 2004

L'epiteto deriva dalla patarina, nome con cui fu ribattezzata una campana proveniente da Viterbo come bottino di guerra. Il capoluogo della Tuscia prestò infatti rifugio ai patarini, un movimento sorto nella chiesa milanese e considerato eretico dalla chiesa romana. Tale campana fu fusa più volte a partire dal 1506 anche se non è chiaro quale sia stato il suo destino.
Le campane della torre suonano abitualmente in occasione dell'elezione del sindaco e del Natale di Roma, anche se non sono mancati dei rintocchi straordinari, come quelli in occasione dell'abdicazione di Benedetto XVI il 28 febbraio 2013.

### Interni

#### Aula Giulio Cesare

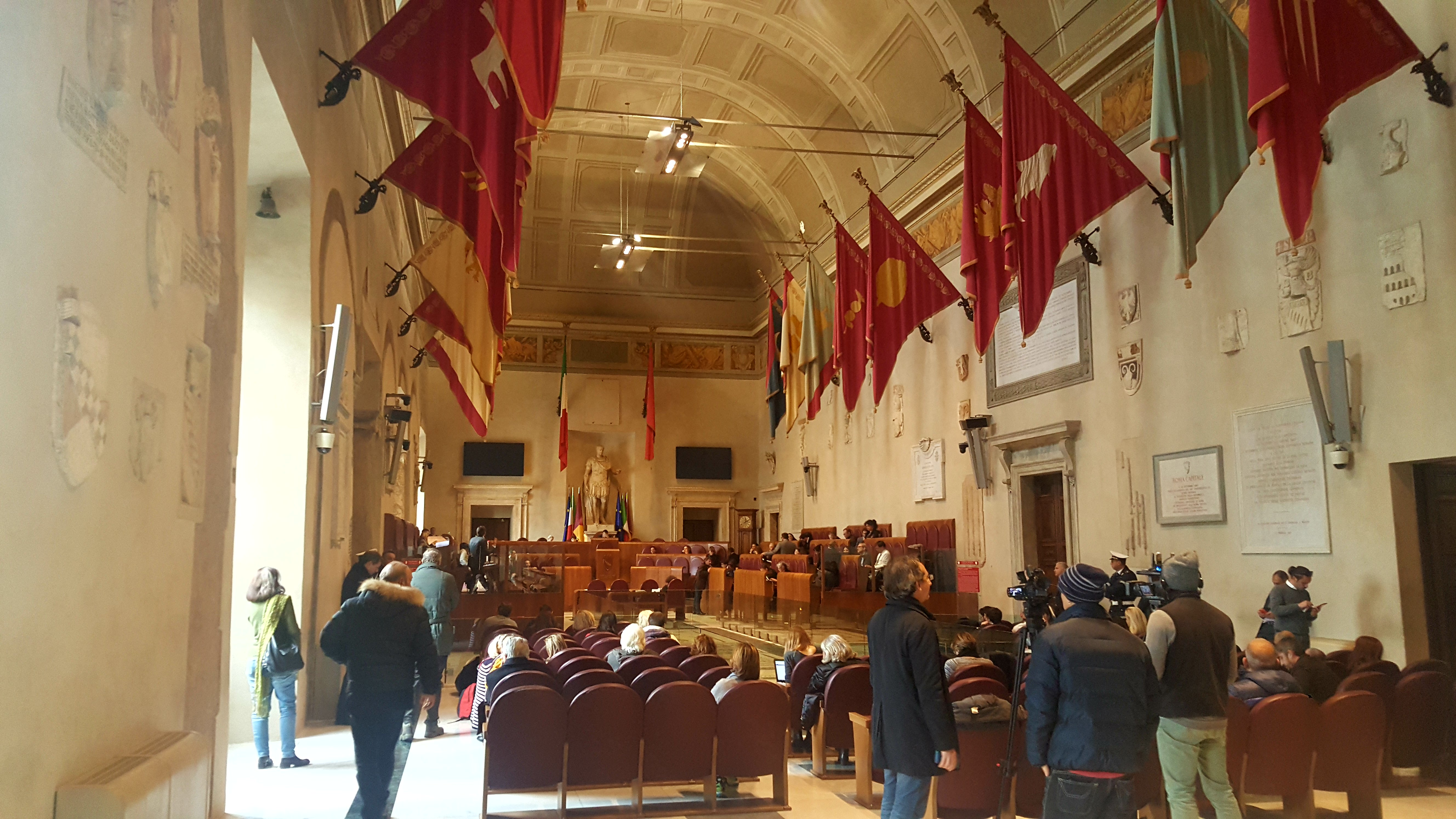
Seduta dell'Assemblea capitolina nell'aula Giulio Cesare; sulla parete di fondo si nota la statua che dà il nome all'aula

L'aula Giulio Cesare, nota anche come aula consiliare, ospita le sedute dell'Assemblea Capitolina e nella sua storia ha mantenuto invariata la funzione di sala riunioni per i vari organi collegiali che si sono avvicendati nell'amministrazione di Roma.
In alto sulle pareti laterali sono poste le bandiere dei 22 rioni di Roma mentre sono visibili alcune colonne della loggia del palazzo originario oltre che alcuni stemmi marmorei precedentemente posti sulla facciata dell'edificio. Ai due antipodi della sala, lungo i lati più piccoli, sono poste una statua loricata raffigurante Gaio Giulio Cesare, da cui il nome della sala, e un'altra, del I secolo, raffigurante un navarco romano non identificato. Sul pavimento al centro della sala è posto un mosaico del II secolo proveniente da una villa in zona Casal Morena.
La scultura da cui prende nome la sala è di grandi dimensioni (è alta più di 3,1 m) e forse proviene dal Foro di Cesare. Risale al I secolo a.C. ed è in marmo grechetto. Nel 1936, dalla statua è stata tratta una replica bronzea che poi è stata collocata in via dei Fori Imperiali. Altre repliche bronzee sono state poste negli stessi anni a Rimini e ad Aosta.

#### Sala dell'Arazzo
Utilizzata per riunioni di vario genere, essa prende il nome dal pregevole arazzo fiammingo databile alla seconda metà del XVI secolo. Oltre a quest'ultimo la sala ospita due dipinti: I Progenitori, di un pittore veneto del XVIII secolo, e La fucina di Vulcano (XVII secolo), di Leandro Bassano, oltre che i busti dei triumviri della Repubblica Romana: Carlo Armellini, Giuseppe Mazzini e Aurelio Saffi.

#### Sala delle Bandiere
Ricavata negli ambienti della torre di Martino V, deve il nome alla conservazione di svariate bandiere tra cui le 14 della guardia civica voluta da Pio IX nel 1847, quelle dei rioni, quella dei Giochi Olimpici del 1960 e della pirofregata Roma, con la quale fu avvolto il feretro del re Umberto I di Savoia, oltre che il gonfalone di Roma.
Nella sala si riunisce la giunta capitolina attorno ad uno storico tavolo in ebano realizzato nel 1842 e utilizzato in varie occasioni storiche come la riunione del primo consiglio comunale della città convocato da Pio IX nel 1847 e del triumvirato composto da Armellini, Mazzini e Saffi durante la Repubblica Romana.

#### Sala del Carroccio
La sala è intitolata al Carroccio i cui resti furono inviati come monito da Federico II di Svevia dopo la vittoria nella battaglia di Cortenuova (1237) contro la Lega Lombarda. Ad esso è accompagnata un'iscrizione traducibile così:
Nella stessa sala, utilizzata principalmente per convegni, sono custodite anche diverse iscrizioni e frammenti marmorei di arredi altomedievali provenienti dalla vicina basilica di Santa Maria in Aracoeli e dagli ambienti demoliti durante la costruzione del Vittoriano.

#### Studio del Sindaco

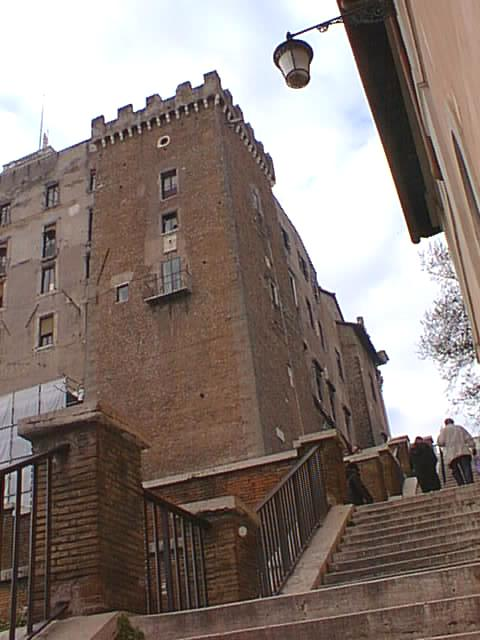
La torre di papa Niccolò V salendo dal Foro. È visibile il balcone che corrisponde allo studio personale del Sindaco sito entro la torre.

Lo studio del sindaco, sito nella torre di Niccolò V (1451), è articolato in due stanze contigue. La prima ospita lo studio vero e proprio mentre la seconda è adibita a saletta per le riunioni e quest'ultima si affaccia sul celebre balconcino visibile dall'esterno della torre.
La prima stanza è adornata da una statua e sei dipinti. La statua, ritraente una donna panneggiata non identificata, sembrerebbe risalire al I secolo e fu rinvenuta nel 1953 nella zona occupata dal tempio del Sole voluto dall'imperatore Aureliano nel III secolo. Il ricco abbigliamento suggerisce una possibile identificazione o con la Fortuna o con una regina con sembianze da dea.
I dipinti invece sono: una copia ad opera di un pittore toscano del Ritratto di Michelangelo Buonarroti (XVI secolo) di Iacopino del Conte, Parabola del fattore infedele, di Domenico Fetti, Cristo e la Veronica (XVII secolo), opera di un anonimo pittore emiliano, Battaglia (XVII secolo), di un anonimo pittore italiano, e due Paesaggi di due anonimi pittori italiani.
La Sala della Protomoteca è una delle più prestigiose, a cui si accede da Palazzo Senatorio oppure da piazza del Campidoglio, attraverso la scalinata del Vignola. Utilizzata oggi per cerimonie pubbliche e conferenze stampa, la Protomoteca nasce come sala per la raccolta di busti di personaggi illustri. La collezione ebbe origine al Pantheon. Il grande numero di busti, che andava snaturando il luogo di culto del tempio, indusse il pontefice Pio VII a trasferire tutti i ritratti in Campidoglio, dove la collezione fu aperta al pubblico nel 1820. Dopo vari spostamenti, nel 1949 la Protomoteca trovò la sua definitiva sistemazione in una serie di sale opportunamente sistemate tra il Palazzo dei Conservatori e il Palazzo Senatorio, dove si trova tuttora.